# Dyckia silvae
Dyckia silvae är en gräsväxtart som beskrevs av Lyman Bradford Smith. Dyckia silvae ingår i släktet Dyckia och familjen Bromeliaceae. Inga underarter finns listade i Catalogue of Life.